# جيمس س. كارتر
جيمس س. كارتر (بالإنجليزية: James C. Carter)‏ هو محامي أمريكي، ولد في 1827 في لانكاستر في الولايات المتحدة، وتوفي في 1905 في نيويورك في الولايات المتحدة.